# Муния Санчес
Му́ния Майо́р Касти́льская (исп. Muniadona de Castilla, варианты — Munia (или Muña) Mayor; умерла в 1032 или после 1066) — королева Наварры, жена короля Санчо III.
Её первоначальное имя — Муниадона (или Муньядона). По некоторым сведениям, Санчо III Великий переименовал её в Мунию Майор, поскольку она была старшей в семье и у неё была тетя с тем же именем Муньядона.
Муния Майор была дочерью графа Санчо Гарсии Кастильского. Её брак с Санчо III сделал её королевой Наварры. Свадьба состоялась в 1016 году и позволил Санчо III установить дружеские отношения с Кастилией. В 1017 году после смерти графа Санчо Гарсии Кастильского Санчо III стал регентом при юном графе Гарсии Санчесе, брат Мунии.
Однако добрососедские отношения между Кастилией, Наваррой и Леоном ухудшились в 1027 году после убийства графа Гарсии Санчеса. Он был обручён с Санчей, дочерью Альфонсо V Леонским, который за подписание брачного договора хотел получить кастильские земли между реками Сеа и Писуэрха. Гарсия Санчес, прибыв в Леон на свадьбу, был убит сыновьями дворянина Вега, которого он изгнал из своих земель.
Санчо III, который противился этой свадьбе и последующей леонской экспансии, в связи с убийством Гарсии Санчеса получил повод начать войну с Королевством Леон. Как зять графа, он немедленно оккупировал Кастилию и развернул полномасштабную войну с наследником Альфонсо, Бермудо III. Объединённые силы Наварры и Кастилии быстро захватили бо́льшую часть королевства Бермудо III. К марту 1033 года королевство Санчо III простиралось от Саморы до Барселоны.
Муния Майор была матерью четырех сыновей и, возможно, двух дочерей:
- Гарсия III Наваррский
- Фердинанд I Великий, родоначальник кастильского королевского дома
- Рамиро
- Гонсало Санчес (граф Собрарбе)
- Бернардо
- Химена, жена Бермудо III Леонского
- Майор, жена Понса, графа Тулузы